# 赤田 (富山市)
赤田（あかだ）は、富山県富山市の町名である。蜷川地区センターが所在している。

## 地理
- 河川 - 土川

## 施設
- 蜷川地区センター
- 富山市立蜷川小学校
- 赤田簡易郵便局
- ジョイフル 富山赤田店
- 大阪屋ショップ 富山赤田店

## 交通
- 富山ICすぐ近く(200m)

## 参考出典
『富山県の地名』平凡社